# Patty Spivot
Patricia „Patty“ Spivot je fiktivní postava z komiksových příběhů publikovaných společností DC Comics. Je výtvorem tvůrčího dua, které tvořili kreslíř Irv Novick a spisovatel Cary Bates. Je přítelkyní a partnerkou druhého Flashe Barryho Allena (před komiksovou událostí Flashpoint). Poprvé se objevila v komiksové sérii „Five-Star Super-Hero Spectacular“ (DC Special Series #1) v září 1977.

## Fiktivní biografie postavy
Patricia „Patty“ Spivot pomáhala jako asistentka v laboratoři forenzního vědce Barryho Allena na policejní stanici v Central City. Jednoho dne byla málem zaplavena chemikáliemi, když do laboratoře uhodil blesk. Barry ji však díky své rychlosti zachránil. Během tohoto incidentu měl vidění o tom, co by se stalo, kdy by ji nebyl zachránil. V tomto snu Patty získala stejné schopnosti jako Flash a přijala tajnou identitu jako Ms. Flash. Její rychlost však měla katastrofální vedlejší účinky, které vyústily ve zničení Central City.
V následujících dnech začala Patty nacházet zalíbení v Barrym, věděla však o jeho posedlosti s případem nevyřešené vraždy jeho matky. Proto se rozhodla si držet odstup, dokud nebude připravený se ve svém životě posunout dál. Když se však Barry změnil a byl více otevřený, zamiloval se do Iris Westové, která se později stala jeho ženou. Patty a Barry tedy zůstali pouze přáteli.
Později se z ní stala forenzní analytička krve na policejním oddělení.
Poté, co se velitelem policejní stanice stal David Singh, který začal preferovat kvantitu vyřešených případů nad jejich kvalitu, Patty se rozhodla opustit Central City a odstěhovat se do Blue Valley v Nebrasce.
Barry kontaktoval Patty, aby mu pomohla s případem smrti Elongated Kida. Zrovna byla na návštěve své matky v Keystone City, proto se vydala na policejní stanici, aby se potkala s Barrym. Řekla mu, že je spokojená se svým životem v Blue Valley. Protože si přála zapomenout na svou minulost, požádala Barryho, aby ji do případu nijak nezapojoval. Nicméně, Barryho zavolali na jiné místo činu, a on přesvědčil Patty, aby se k němu připojila. Na místě našli malého kluka, schovávajícího se v kontejneru.  Přivedli ho na policejní stanici, aby svědčil, on ale odmítl vypovídat komukoliv jinému, než Patty. Krátce poté se chlapec odhalil jako Professor Zoom, Reverse-Flash. Právě on byl zodpovědný za smrt Elongated Kida a jiných, a vyhrožoval Patty stejným způsobem, jakým zabil ostatní - zrychlením jejího procesu stárnutí tak rapidně, až by zemřela na stáří během několika sekund. Flashovi, Kid Flashovi a Hot Pursuit(ovi) se však podařilo přiběhnout právě včas, aby zachránili Patty.
Později se Barry šel podívat na Patty, aby zjistil, zda je v pořádku. Patty mu sdělila, že se chce vrátit do Blue Valley, ale Barry se jí pokusil přemluvit, aby zůstala. Patty tedy odhalila Barrymu její city. Barry, zcela překvapený touto zprávou, jí řekne, že bude navždy jejím kamarádem a požádá ji, aby přemýšlela o zůstání v Central City, a Patty slíbí, že bude. V tu chvíli ale vejde Iris, a Patty, aby předešla trapnému momentu, raději odchází.

### Flashpoint
Patty, který byla odhodlaná udělat něco se svým životem, ukradla ze skříňky na důkazy motorku bývalého Hot Pursuita, čímž se stala novým Hot Pursuitem. Na útěku před skupinou policistů vyjela na střechu. Najednou však její motorka detekovala časovou bouři a zahájila samovolnou bezpečnostní (časovou) evakuaci. Patty se tedy přenesla až do roku 3011.
Krátce po přistání byla zajata Brainiacem a zavřena do hibernační komory, kde byla přinucena prožít svou nejhorší vzpomínku: když byla ještě malá dívka, málem se utopila v bazénu. Naštěstí se jí ale podařilo z komory uniknout.
Později vysvobodila z Brainiacovy moci Kid Flashe. Při tom vyjde najevo, že Brainiac ovládl celou planetu. Když se ona i Kid Flash dostanou do bezpečí, Patty odhalí Kid Flashovi svou pravou identitu a vysvětlí mu, proč jsou v 31. století. Kid Flash na to však odpoví, že on sám se ve 31. století narodil, a to, co vidí právě teď, rozhodně není to pravé 31. století. Tím vychází najevo, že se v minulosti stalo něco s časem. Patty tedy dále vysvětluje, že její motorka může cestovat v čase, ale pouze, pokud má Speed Force Tank. Kid Flash tedy souhlasí, že jí pomůže získat její motorku zpět. Upozorňuje hlavně na to, že se určitě musí vydat do minulosti a napravit časoprostorové chyby. Na konci rozhovoru si Kid Flash sundává rukavici a je vidět, že na jeho pravé ruce má strženou kůži, tedy pouze svaly a kosti.
Bart si bere Pattyinu helmu, aby zjistil, jak moc byla minulost změněna. V tom okamžiku jsou však napadeni Brainiacovými průzkumnými jednotkami. Podaří se jim uniknout pomocí Pattyiny motorky a schovat se v opuštěné budově. Rozhodnou se infiltrovat Brainiacovu pevnost, aby získali Speed Force Tank.

### The New 52
Flashovi se podařilo změnit realitu a vytvořit nový vesmír, ve kterém přivedl Patty zpět k životu. V této verzi reality má Patty vztah s Barrym, který se nikdy s Iris Westovou neožení.

## Film a televize
Patty Pivot se poprvé objevila v druhé sezóně seriálu The Flash, kde ji hrála Shantel VanSanten. V její první epizodě „Flash of Two Worlds“ se snaží přidat k rozpadlé „Jednotce na boj s metalidmi“ pod vedením Joe Westa. Také zjišťujeme, že je velkým fanouškem Barryho vědeckých studií, které si pečlivě pročetla. Posléze je unesena Sand Demonem, zachrání ji však oba Flashové (Barry Allen & Jay Garrick). I přesto je ale stále odhodlaná se k jednotce přidat, a vychází najevo, že důvodem jejího odhodlání je vražda jejího otce, kterou spáchal Mark Mardon díky schopnostem získaným při výbuchu částicového urychlovače. Joe nakonec její rozhodnutí přijme, i když nesdílí její nadšení.